# Pociszki
Pociszki (lit. Pociškė) – wieś na Litwie, w okręgu wileńskim, w rejonie święciańskim, w gminie Hoduciszki.

## Historia
W czasach zaborów wieś włościańska w gminie Huduciszki, w powiecie święciańskim, w guberni wileńskiej Imperium Rosyjskiego. W 1866 miała 105 mieszkańców w 12 domach. W 1905 roku wymieniono wieś i zaścianek. Wieś liczyła 120 mieszkańców, 214 dziesięcin.
W dwudziestoleciu międzywojennym wieś leżała w Polsce, w województwie wileńskim, w powiecie święciańskim, w gminie Hoduciszki.
W 1931 w 21 domach zamieszkiwało 137 osób.
Od 1945 roku w Litewskiej Socjalistycznej Republice Radzieckiej.
Od 1990 na niepodległej Litwie.

## Urodzeni w Pociszkach
- Leon Żebrowski – polski ksiądz rzymskokatolicki i działacz społeczny na Grodzieńszczyźnie i Wileńszczyźnie, senator w II RP[4].